# Українське торговельне представництво в Китайській Народній Республіці
Українське торговельне представництво в Китаї (кит.: 乌克兰驻中华人民共和国商务代表处) – недержавний, некомерційний, волонтерський проект, створений з метою сприяння розвитку торгово-економічних зв'язків України та Китайської Народної Республіки. 

## Історія створення
У липні 2015 заступник Міністра економічного розвитку і торгівлі України — Торговий представник України Наталія Микольська заявила, що розглядається запровадження інституту почесних торговельних аташе (назва приблизна) — волонтерів, які готові працювати на іноземних ринках для просування українських товарів та послуг.
У квітні 2016 українські студенти, що вчаться у Чжецзянському університеті в Китаї, почали створювати власний волонтерський проект — Українське торговельне представництво в Китаї.
Проект стартував у червні 2016.

## Статус проекту
Українське торговельне представництво в Китаї є недержавним, некомерційним, волонтерським проектом.
Керівник проекту – Мисенко Діана.

## Мета і завдання
Метою проекту є надання українським експортерам простого і зручного способу встановлення контактів з китайськими партнерами, подолання мовних бар'єрів та сприяння розвитку торгово-економічних зв'язків України та Китаю.
Українське торговельне представництво в Китаї надає:
- можливість українським експортерам розмістити інформацію з пропозиціями товарів та послуг китайською мовою;
- допомогу з перекладу китайською мовою пропозицій українських експортерів товарів та послуг;
- можливість українським імпортерам розмістити інформацію про попит на китайські товари та послуги китайською мовою;
- допомогу з перекладу китайською мовою інформації про попит українських імпортерів на китайські товари та послуги;
- можливість китайським експортерам розмістити інформацію з пропозиціями товарів та послуг українською мовою;
- допомогу з перекладу українською мовою пропозицій китайських експортерів товарів та послуг;
- можливість китайським імпортерам розмістити інформацію про попит на українські товари та послуги українською мовою;
- допомогу з перекладу українською мовою інформації про попит китайських імпортерів на українські товари та послуги;
- поширюватиме інформацію про правові, економічні та соціальні умови діяльності в Україні.

## Структура
Крім каталогів з пропозиціями українських (українською та китайською мовами) та китайських (українською мовою) підприємців, на сайті Представництва розміщено таку інформацію:
- про Представництво (укр., кит., англ.) – стаття із загальною інформацією (статус, мета, функції) про проект, на англомовній сторінці розміщено схему проекту "Один пояс, Один шлях" (One Belt, One Road 一带一路) з сайту Сіньхуа;[5]
- про Україну (кит.) – стаття про прапор, герб, гімн, географічне положення, столицю, розмір території, кількість населення, етнічний склад населення, державну мову, державній устрій, Президента, Прем'єр-міністра, Верховну Раду, різницю в часі з Китаєм, українську валюту, державні свята та адміністративний устрій;
- про Китай (укр.) – стаття про прапор, герб, гімн, географічне положення, столицю, великі міста, розмір території, кількість населення, етнічний склад населення, державну мову, державній устрій, Голову КНР, Голову Уряду, Парламент, різницю в часі з Києвом, грошову одиницю, національні свята, адміністративний поділ;

В розділі "Корисна інформація" проекту містяться такі статті:
- базові рекомендації Посольства України в КНР (укр.) – стаття щодо започаткування бізнесу з китайськими партнерами, містить інформацію про - 
  - рекомендації при започаткуванні торговельних стосунків з китайським партнером;
  - рекомендації у ситуації виникнення господарської суперечки;
  - опис китайського Свідоцтва про право підприємницької діяльності (основний реєстраційний документ компанії) нового зразка;
  - посилання на базу даних Всекитайської відкритої системи інформації щодо кредитоздатності підприємств при Головному торгово-промисловому управлінні КНР, що веде облік зареєстрованих на материковому Китаї компаній;
  - посилання на реєстр компаній Уряду САР Гонконг;
- про створення сайту орієнтованого на китайських користувачів / С чего начать завоевание китайского рынка или Как создать сайт ориентированный на китайских пользователей? (рос.) – стаття містить інформацію про - 
  - необхідність мобільної версії сайту для китайських користувачів Інтернету;
  - низьку швидкість доступу в Китаї до іноземних сайтів (розташованих поза територією Китаю) через обмеження каналу для іноземного трафіку;
  - як можна перевірити швидкість доступу для користувача, що знаходиться у Китаї, до сайту, який розташований поза територією Китаю;
  - необхідність при купівлі хостингу в Китаї отримання ліцензії ICP (ICP 备案; Internet Content Provider License) – дозволу, який дає право інтернет-сайту офіційно працювати в Китаї;
  - можливі альтернативи хостингу в континентальному Китаї;
  - вибір суфіксу для доменного імені між .COM та .CN;
  - пошукові системи в Китаї та про способи індексації в найпопулярнішому пошуковику в Китаї – Baidu;
  - оптимізацію, «розкрутку» (SMO – social media optimization), а також просування сайтів в пошукових системах в Китаї (SEO – search engine optimization).
- організації сприяння діловому співробітництву у Китаї (галузеві асоціації та федерації КНР) (укр.) – стаття містить перелік організацій та адреси їх сайтів;
- офіційні урядові сайти КНР (укр.) – стаття містить перелік державних органів КНР та адреси їх сайтів;
- Посольство та консульства України у КНР (укр.) – стаття містить контактні дані, графік роботи, адрес сайту Посольства України в Китайській Народній Республіці та в Монголії (за сумісництвом); Консульського відділу Посольства України в Китайській Народній Республіці; Генерального консульства України в місті Гуанчжоу; Генерального консульства України в Шанхаї;
- перелік передових технологій, що стимулюються до імпорту в Китай (кит.) – стаття містить перелік передових технологій, що стимулюються до імпорту в Китай, затверджений спільним рішенням Державного комітету КНР з реформ та розвитку, Міністерства фінансів КНР і Міністерства комерції КНР (видання 2015 року);
- про співробітництво областей України з КНР (укр.) – стаття містить інформацію про торговельно-економічне та інвестиційне співробітництво областей України з іншими країнами, в тому числі і КНР.

Для включення інформації про компанію до каталогу з пропозиціями українських експортерів товарів та послуг або – про попит українських імпортерів, необхідно заповнити відповідну форму.

## Діяльність
Українське торговельне представництво в Китаї співпрацює з обласними державними адміністраціями України, а також із українськими регіональними торгово-промисловими палатами.
В рамках такої співпраці, з метою поширення серед українських експортерів, до облдержадміністрацій та торгово-промислових палат передається інформація про попит на українські товари та послуги, а також про інвестиційні пропозиції з боку китайських підприємців.
Інформацію про Проект розміщено на офіційному сайті Канцелярії Радника з торгово-економічних питань Посольства КНР в Україні.

## Дивись також
- Торговельне представництво України за кордоном